# Le Grand Canal, vu du Campo San Vio
Le Grand Canal, vu du Campo San Vio (en italien, Il Canale Grande a San Vio) est une peinture à l'huile du peintre rococo italien Canaletto. Il l'a réalisée après son séjour à Rome en 1723. 

## Description
Le tableau a été commandé par un noble vénitien afin d'en décorer son palais. La commande se compose au total de quatre toiles : le Rio dei Mendicanti, le Grand Canal vu au nord-est depuis le Palazzo Balbi vers le pont de Rialto (tous les deux au musée vénitien de Ca'Rezzonico), le Grand Canal, vu du Campo San Vio et Piazza San Marco (tous les deux au Musée Thyssen-Bornemisza de Madrid).
Le tableau représente une vue du Grand Canal où se distingue dans la partie gauche le dôme de la Basilique de Santa Maria della Salute.
Une église était située sur le Campo San Vio, parallèlement au tracé du Grand Canal, la façade donnant sur le Rio di San Vio.

## Autres représentations
Plusieurs autres tableaux de Canaletto montrent la vue sur le grand canal à partir de la place devant l'église, le Campo San Vio :
- Le Grand Canal regardant de l’est de Campo San Vio vers le bassin (1727-1728), appartenant à la Royal Collection[1]
- Le Grand Canal depuis le Campo san Vio, Venise (vers 1728) à la National Galleries of Scotland, d'Edimbourg[2]
- Le Grand Canal à l’est du Campo di San Vio avec le Palazzo Corner et Santa Maria della Salute dans une Collection privée[3]